# Henning Wehland
Henning Wehland (Bonn, 2 dicembre 1971) è un cantante, conduttore televisivo e produttore discografico tedesco.

## Biografia
Wehland è nato a Bonn ma è cresciuto a Münster dove ha fondato con gli amici del liceo Christoph Maass (alla batteria) e Stephan Hinz (al basso) gli H-Blockx nel 1990. 
Assieme a Xavier Naidoo ha cantato nei Söhne Mannheims dal 2007. Ha fatto parte di un progetto tributo per Rio Reiser e con il musicista Jan Löchel ha formato il duo Les Sauvignons nel 2010. 
Nel 2017 ha iniziato la carriera solista pubblicando l'album Der Letzte an der Bar.
Oltre all'attività di cantante Henning è stato presentatore/moderatore di Zone Zwei e D-Tonal, due programmi del canale televisivo tedesco Viva Zwei e, nel 2013, è stato giurato con Lena Meyer-Landrut e Tim Bendzko nel programma talent The Voice Kids.
È inoltre manager e produttore dei The BossHoss.

## Curiosità
- Essendo molto affezionato alla città di Münster, Henning ha più volte dichiarato la sua volontà di divenirne sindaco[1]. Tale volontà ha preso forma nel 2019 quando ha iniziato una collaborazione come stagista con il sindaco Markus Lewe[2].

## Discografia

### Solista
- 2017 – Der Letzte An Der Bar
- 2016 – Bonnie & Clyde (singolo con Sarah Connor)
- 2019 – Gesetz der Toleranz

### con gli H-Blockx
- 1994 - Time to Move
- 1996 - Discover My Soul
- 1998 - Fly Eyes
- 1999 - Bang Boom Bang - Ein Todsicherer Soundtrack (colonna sonora del film Bang Boom Bang)
- 2002 - Get In The Ring
- 2002 - Live (album dal vivo)
- 2004 - No Excuses
- 2004 - More than a Decade: The Best of H-Blockx (raccolta)
- 2007 - Open Letter to a Friend
- 2012 - HBLX

### Con i Söhne Mannheims
- 2005 – Power Of The Sound (video - voce nel brano Mein Name Ist Mensch)
- 2008 – Söhne Mannheims Vs. Xavier Naidoo: Wettsingen In Schwetzingen - MTV Unplugged (video - voce nei brani dei Sons of Mannheim ad eccezione di Im Interesse Unserer Gemeinschaft, Can You Feel It?, Power Of The Sound, Dein Glück Liegt Mir Am Herzen, Geh Davon Aus Harald Schmidt Show 2000, Und Wenn Ein Lied e Volle Kraft Voraus)
- 2009 – Iz On
- 2011 – Iz On Tour Live (video)
- 2011 – Barrikaden von Eden
- 2014 – ElyZion
- 2017 – MannHeim

### Collaborazioni
- 1999 – BAP – Comics & Pin-Ups (cori nel brano Du Kapiers Et Nit)
- 2000 – New Rock Conference – Heal Yourself (singolo)
- 2005 – BAP – Dreimal Zehn Jahre (voce nel brano Widderlich)
- 2006 – Music Team Germany – Won't Forget These Days 06 (singolo - voce nel brano Won't Forget These Days 2006)
- 2015 – Michael Patrick Kelly, Stefanie Heinzmann, Karat, Sarah Connor, Söhne Mannheims, Matthias Reim, Laith Al-Deen & Gregor Meyle – Meylensteine (voce nei brani Das Hat Die Welt Noch Nicht Gesehen e Meine Stadt con i Söhne Mannheims insieme a Gregor Meyle)
- 2020 - Saltatio Mortis - Für Immer Frei (voce nel brano Mittelfinger Richtung Zukunft)

### Partecipazioni
- 2012 – Artisti Vari – Bravo Hits 77 (cori nel brano Fallschirm dei Mia.)
- 2014 – Artisti Vari – Giraffenaffen 3 (presente da solista con il brano Hej Pippi Langstrumpf e con i Söhne Mannheims con il brano Froh Zu Sein Bedarf Es Wenig)